# Obed (personaje bíblico)
Obed es un personaje bíblico, hijo de Booz y Rut, y padre de Jesé, abuelo por tanto de David y ascendiente de Cristo a través de José de Nazaret.
Aparece mencionado en el Libro de Rut y es un personaje menor, simplemente para establecer la genealogía de David. Su significado del hebreo es "Fiel, adorador, siervo, servicial".